# Akdüven
Akdüven (kurd. Faraç) ist ein Dorf im Landkreis Mazgirt in der türkischen Provinz Tunceli. Akdüven liegt ca. 30 km östlich von Mazgirt. Akdüven gehört u. a. neben Beşoluk zum Bucak Darıkent.
Der kurdische Name ist der ursprüngliche Ortsname. Er bedeutet „Freude“. Faraç wird auch im offiziellen Sprachgebrauch verwendet und ist seit 1957 im Grundbuch registriert.
Akdüven wurde in den 1990er Jahren wegen der Auseinandersetzungen mit der PKK aufgegeben. In dem Mezra Dedebağ töteten Kämpfer der Arbeiterpartei Kurdistans Oktober 1992 bei einem Überfall 11 oder 12 Menschen. Akdüven hatte im Jahre 2000 wieder 356 und 2009 insgesamt 125 Einwohner. Im Rahmen eines Rückkehrprogramms (Köye Dönüş Rehabilitasyon Programı) wurden Gelder bereitgestellt und Behausungen errichtet.
Akdüven verfügt über keine Grundschule. In der Nähe des Dorfes gibt es eine Wache der Jandarma. In jüngster Vergangenheit kam es sporadisch zu Kämpfen zwischen Guerillakräften und Truppen der Jandarma und der Armee.